# 広州体育館駅
広州体育館駅（こうしゅうたいいくかんえき、中文表記: 广州体育馆站）は、中華人民共和国広東省広州市白雲区白雲大道南にある広州地下鉄12号線の駅である。駅番号は12/09。

## 歴史
工事時の仮駅名は「雲渓公園駅」であった。
- 2020年9月：着工[2]。
- 2025年6月29日：開業[3]。

## 駅構造
島式ホーム1面2線を有する地下駅。景泰側に引き上げ線が1線ある。

### のりば
| 番線 | 路線     | 行先       |
| ---- | -------- | ---------- |
| 1    | ■ 12号線 | 降車ホーム |
| 2    | ■ 12号線 | 潯峰崗方面 |

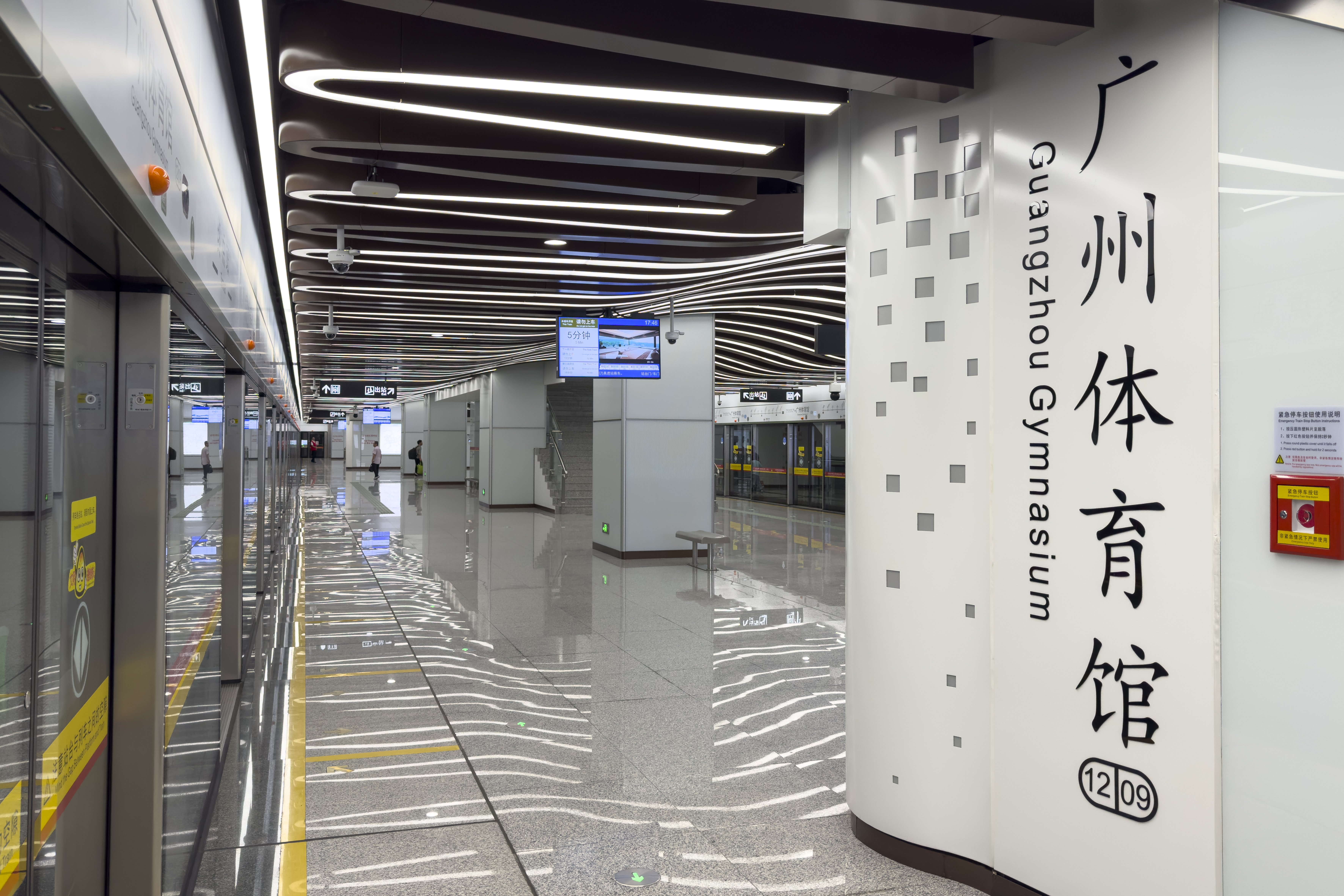
ホーム
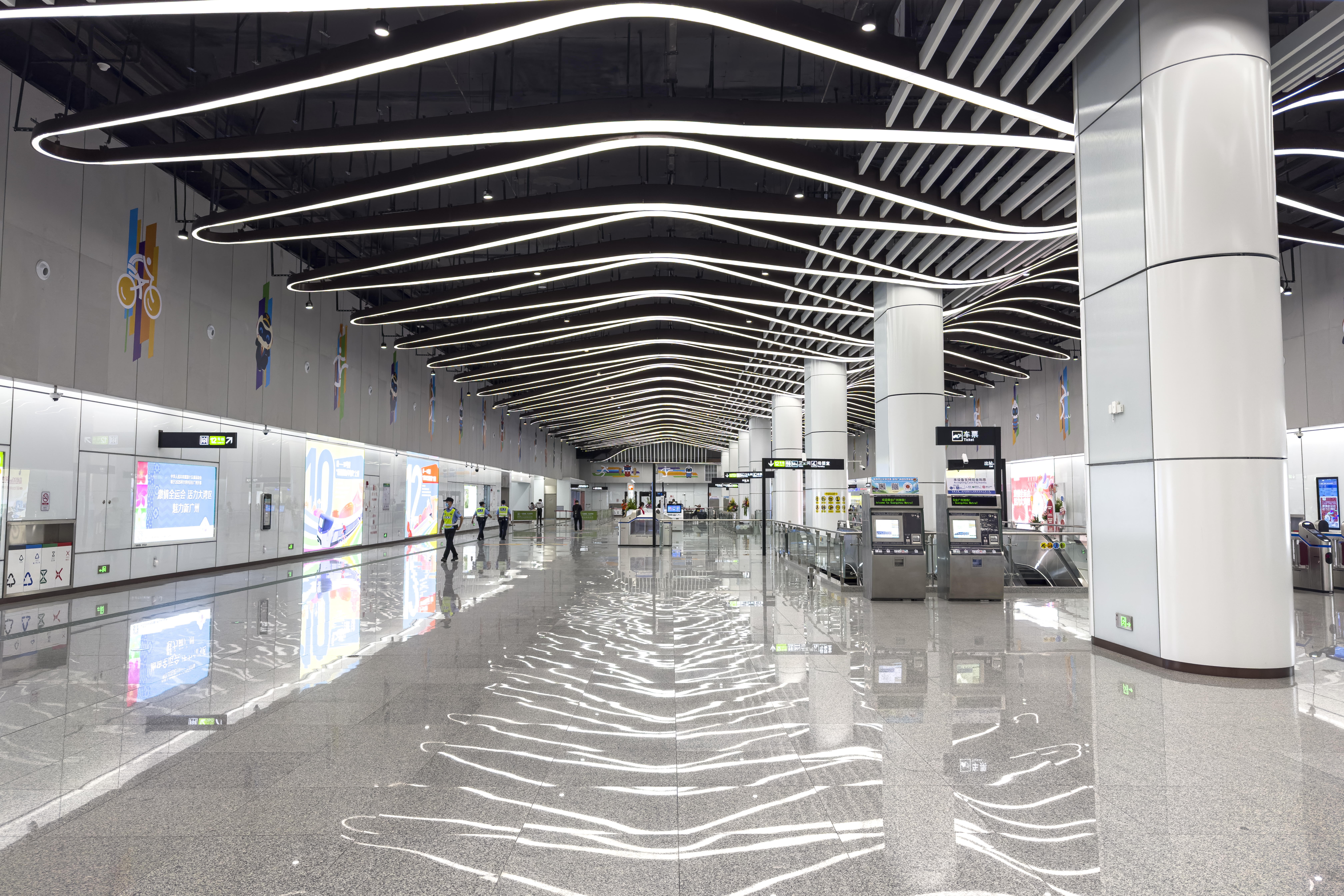
コンコース

## 駅周辺
- 広州体育館（中国語版）
- 雲渓植物園（広東語版）
- 藍天花園

## 隣の駅
広州地下鉄
■ 12号線
白雲文化広場駅 1208 - 広州体育館駅 1209